# Club Deportivo Tanagra
El Club Deportivo Tanagra fue un equipo de fútbol de Adarzo, Peñacastillo (Santander, Cantabria). El club se fundó en 1939 y era un club vinculado a la fábrica de Ibero-Tanagra, dedicada a la fabricación de cerámica y loza. Durante su corta existencia de ocho temporadas llegó a militar en Tercera y a participar en el Campeonato de España y la Copa Federación, dónde alcanzó la cuarta ronda y la tercera ronda respectivamente, desaparece en 1947.

## Historial
- Temporadas en 1ª: 0
- Temporadas en 2ª: 0
- Temporadas en 2ªB: 0
- Temporadas en 3ª: 3 (1943-44 a 1945-46)

## Palmarés
- Campeón de Primera Regional (1): 1942-43
- Campeón de Segunda Regional (1): 1941-42
- Mejor puesto en Tercera: 3º (1945-46)
- Peor puesto en Tercera: 10º (1943-44)

## Uniforme
- Primer uniforme: camiseta blanquinegra, pantalón y medias negras.

## Temporadas del Tanagra
| Temporada | Categoría        | Puesto      | Notas                                             |
| --------- | ---------------- | ----------- | ------------------------------------------------- |
| 1939-40   | Segunda Regional |             |                                                   |
| 1940-41   | Segunda Regional |             |                                                   |
| 1941-42   | Segunda Regional | 1º          | ascenso                                           |
| 1942-43   | Primera Regional | 1º (Zona B) | ascenso                                           |
| 1943-44   | Tercera          | 10º         |                                                   |
| 1944-45   | Tercera          | 7º          |                                                   |
| 1945-46   | Tercera          | 3º          | renuncia a seguir en la categoría                 |
| 1946-47   | Primera Regional | 8º          | inscrito en la competición, renuncia y desaparece |

## Campeonato de España de 1943-44
Con la reintroducción de la categoría de Tercera División en el sistema de Liga español, se decidió que los campeones de los diferentes grupos de categoría regional y los clubes de Tercera que no jugasen la fase de ascenso a Segunda División jugasen las primeras eliminatorias del Campeonato de España (Campeonato de Copa). Al haber finalizado el campeonato de Liga en 10.ª posición, el Tanagra fue uno de los clubes de Tercera participantes en estas eliminatorias.
En la primera eliminatoria, disputada el 20 de febrero a partido único, al club de Peñacastillo le correspondió recibir la visita del Real Avilés CF, al que goleó por 6-1, pasando de ronda.
La segunda eliminatoria (27 de febrero, también a partido único) le correspondió jugar en Torrelavega ante el Barreda BP, que venía de eliminar a la Gimnástica de Torrelavega tras dos partidos de desempate (los días 22 y 24 de febrero). El club santanderino venció por 1-2, pasando a la tercera ronda.
El 5 de marzo se jugó la última eliminatoria a partido único, correspondiéndole al Tanagra recibir a los vizcaínos del Club Sestao, venciendo de nuevo los de Adarzo por 2-1, tras la disputa de la prórroga.
La cuarta eliminatoria, contra el Alavés, se disputaría con el sistema de ida y vuelta, jugándose la ida en Santander el 19 de marzo con victoria visitante por 1-2. La vuelta, el 26 del mismo mes, el club vasco vence de nuevo por 3-0, finalizando la campaña copera del Tanagra